# Cantillac
Cantillac foi uma comuna francesa na região administrativa da Nova Aquitânia, no departamento Dordonha. Estendia-se por uma área de 7,95 km². Em 2010 a comuna tinha 194 habitantes (densidade: 24,4 hab./km²).
Em 1 de janeiro de 2019, passou a formar parte da nova comuna de Brantôme en Périgord.